# Émilie de Villeneuve
Émilie von Villeneuve (geboren 9. März 1811 in Toulouse; gestorben 2. Oktober 1854 in Castres) war eine französische katholische Ordensfrau und die Gründerin der Schwestern Unserer Lieben Frau von der Unbefleckten Empfängnis von Castres. Sie wird in der katholischen Kirche als Heilige unter ihrem Ordensnamen Jeanne Émilie (deutsch: Johanna Emilia) verehrt.

## Leben und Wirken

### Kindheit und Jugend
Jeanne-Emilie de Villeneuve, auch Émilie de Villeneuve genannt, wurde am 9. März 1811 als drittes Kind von Rosalie d'Avessens und Marquis de Villeneuve in Toulouse geboren. Schon früh lebte sie in Hauterive Castle in der Nähe von Castres, wohin sich ihre kranke Mutter zur Behandlung zurückgezogen hatte. Ihre Mutter starb, als Émilie 14 Jahre alt war. Vier Jahre später starb auch ihrer Schwester Octavie. Nach dem Tod der Mutter lebte sie einige Zeit in Toulouse, wo ihre Großmutter ihre und die Ausbildung ihrer Schwestern unterstützte.

### Leben als Ordensfrau und Ordensgründung
Im Alter von 19 Jahren lebte Villeneuve wieder in Hauterive, wo sie die Haushaltsführung übernahm und dadurch ihren Vater entlastete, der zu dieser Zeit Bürgermeister von Castres (von 1826 bis 1830) war. Sie hatte vor, sich den Töchtern der Nächstenliebe anzuschließen. Während der ihr von ihrem Vater auferlegten Bedenkzeit gründete sie mit Zustimmung ihres Bischofs und in Zusammenarbeit mit zwei Gefährtinnen am 8. Dezember 1836 die Congrégation de Notre-Dame de l'Immaculée Conception de Castres (deutsch: Kongregation Unserer Lieben Frau von der Unbefleckten Empfängnis). Die Ordensgemeinschaft wurde wegen der Farbe ihrer Kleidung schnell unter dem Namen „Blaue Schwestern von Castres“ bekannt. In der Anonymität eines Hauses in Castres kümmerten sie sich um junge Arbeiter und Arbeiterinnen, Kranke, Prostituierte und Gefangene.
Die Kongregation hat 2022 mehr als 600 Schwestern, welche in Frankreich, Spanien, Italien, in Lateinamerika (Brasilien, Argentinien, Paraguay, Uruguay, Mexiko, Bolivien, Venezuela), Afrika (Senegal, Gambia, Gabun, Benin) und auf den Philippinen arbeiten.

## Selig- und Heiligsprechungsverfahren
Ein Wunder, das der Fürsprache der ehrwürdigen Dienerin Gottes Émilie de Villeneuve zugeschrieben wird, wurde am 6. Juli 1991 für ehrwürdig erklärt. Johanna Emilia wurde am 5. Juli 2009 durch Papst Benedikt XVI. seliggesprochen. Am 17. Mai 2015 erfolgte von Papst Franziskus ihre Heiligsprechung. Ihr Gedenktag in der katholischen Kirche ist der 2. Oktober.